# 段玉裁
段玉裁（1735年—1815年10月10日），字若膺，号茂堂，晚年又号砚北居士，长塘湖居士，侨吴老人。江苏金坛人。清朝語言學家，訓詁家、经学家。

## 生平

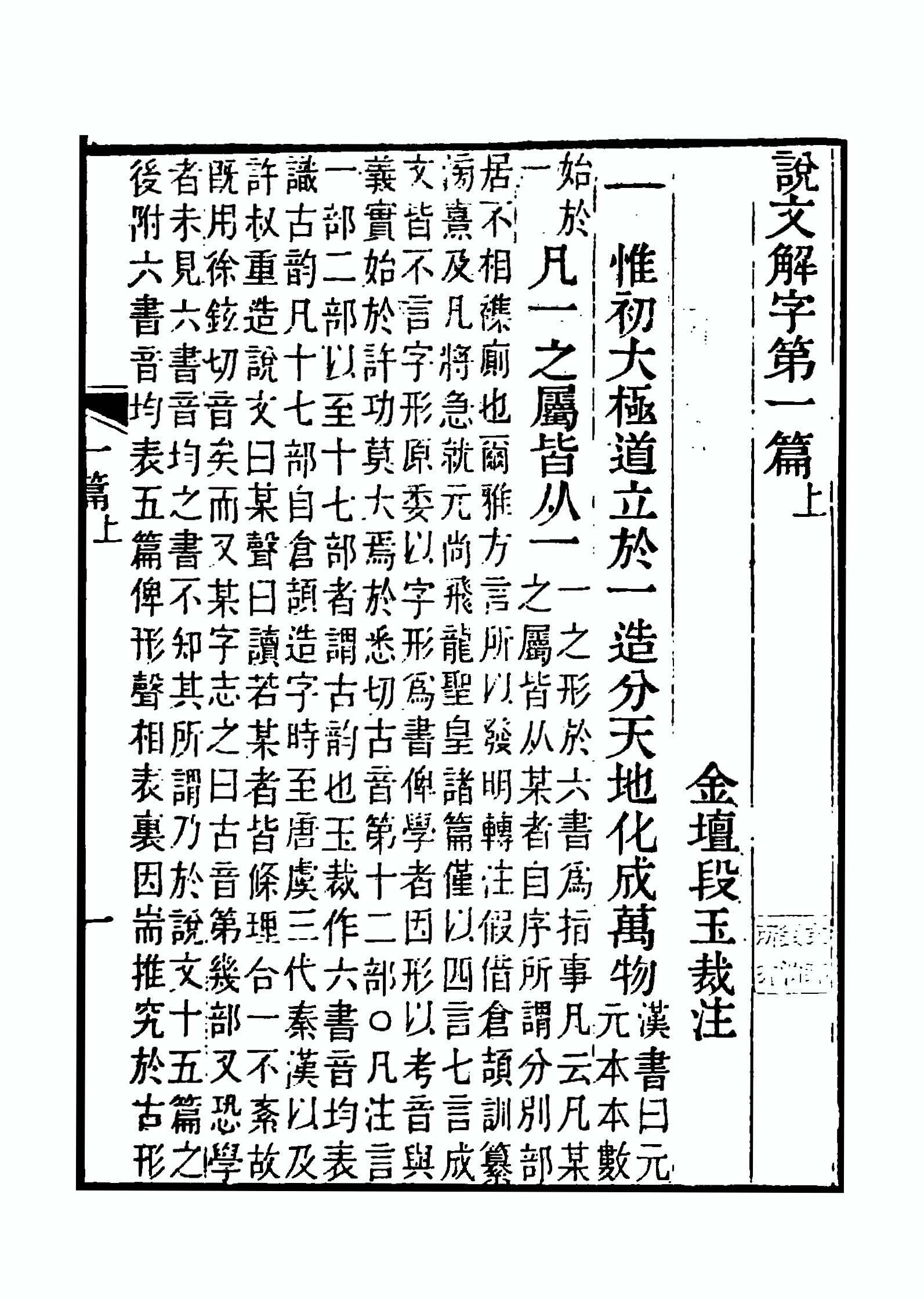
《說文解字注》的第一頁

雍正十三年乙卯（1735年），出生於江蘇省金坛县西門外大壩頭村。曾祖段武，祖父段文。十三歲補諸生，曾至扬州安定书院就读。乾隆二十四年（1759年），二十五歲中舉人，任國子監教習。乾隆二十八年（1763年）師事戴震，與錢大昕、邵晉涵、姚鼐、劉台拱、汪中等學者有往來。
乾隆三十六年（1771年），段玉裁任貴州玉屏县知縣。两年后调四川省，任四川富顺、南溪及巫山等知縣，任職期間清正廉明，並完成了古音学之作《六书音均表》，結合了顾炎武、江永的成果，分古韵为17部，提出“古无去声”、“同声必同部”等见解。代理富顺县知县期间開始撰寫《说文解字注》，每至深夜，—灯荧然，写成五百四十卷。
乾隆四十五年（1780年），46歲時去職歸里，返金坛時僅有72箱书稿。嘉慶十二年，顾广圻与段玉裁为了《禮記·王制》“西郊”還是“四郊”出現歧議，顧千里評其“今大说反将凡所举出者，遇一经改一经，遇一注改一注，遇一正义掊击一正义”，成為清代校勘學史上的重大公案。段玉裁有腿病，家人迷信，主張遷墳，由於新墳地點未跟當地地主商量，迁坟时發生土地糾紛，叔父打死了对方，雙方打上官司，最後举家迁到苏州阊门外下津桥。
段玉裁根据《說文解字》的体例和宋朝以前的著作中所引用的《說文解字》的词句，对《說文解字》进行了校正，至嘉慶十二年（1807年），花了30多年的时间写下了《说文解字注》30卷，王念孫推崇說，自許慎之後“千七百年來無此作矣”。
段玉裁《說文解字注》中曾提到，著此書前，乃先有長編《說文解字讀》之作：「始为長編，名《說文解字讀》，始为五百四十卷，既乃檃括成此《注》。」《說文解字讀》在《說文》研究之中一直未受到学者重視，有些学者甚至認为已經亡佚。1981年日本人阿辻哲次首次发表〈北京圖書館藏段玉裁說文解字讀初探〉開其先声，朱小健、張和生等人繼其後於1987年发表相關論述。《說文解字讀》为札記性質著作，大多为經籍訓詁資料之整理，成書於乾隆51年至59年之间，代表著段玉裁十餘年之研究生涯。
嘉庆二十年（1815年），五月《说文解字注》全书刻成。九月八日在贫病交加之中去世，王念孙悲曰：“若膺死，天下无读书人矣！”。

## 著述
著有《六書音均表》、《說文解字讀》、《說文解字注》三十卷、《毛詩故訓傳定本》、《經韻樓集》十二卷、《詩經小學》、《古文尚書撰異》、《周禮漢讀考》、《儀禮漢讀考》及《汲古閣說文訂》等書。

## 紀念
常州段玉裁墓，在常州金壇花山鄉大壩頭村。為江蘇省文物保護單位。
段玉裁紀念館，位於江蘇省金壇市城南風景區，占地一萬五千平方公尺，是一座仿清式的古建築，磚木結構，四合院佈局。於1985年10月25日開館。

## 延伸阅读
[在维基数据编辑]
 《清史稿·卷488》
 《清史稿/卷481》，出自趙爾巽《清史稿》
 在维基共享资源阅览影像